# خشكدان بابكان (سبيدار)
خشکدان بابکان (بالفارسية: خشکدان بابکان) هي قرية تقع في إيران في قسم سبیدار الريفي. يقدر عدد سكانها بـ 168 نسمة بحسب إحصاء 2016.